# Cyperus subfuscus
Cyperus subfuscus är en halvgräsart som beskrevs av Jean Odon Debeaux. Cyperus subfuscus ingår i släktet papyrusar, och familjen halvgräs. Inga underarter finns listade i Catalogue of Life.